# Vlasina Okruglica
Vlasina Okruglica (cyr. Власина Округлица) – wieś w Serbii, w okręgu pczyńskim, w gminie Surdulica. W 2011 roku liczyła 128 mieszkańców.